# 莱齐怀尤 (亚利桑那州)
莱齐怀尤（英語：Lazy Y U）是位於美國亞利桑那州莫哈維縣的一個人口普查指定地區。根據2010年美國人口普查，該地人口為428人，而該地的面積約為40.69平方千米。

## 地理
莱齐怀尤的座標為35°08′13″N 113°58′06″W / 35.13694°N 113.96833°W，而該地最高點為海拔高度1338米（即4455英尺）。